# DOGMAN ドッグマン
『DOGMAN ドッグマン』（原題：Dogman / DogMan）は、2023年のフランスのアクション映画。
リュック・ベッソン監督・脚本。
“ドッグマン”と呼ばれる女装した男の愛と暴力の切なくも壮絶な人生を描く。

## ストーリー
ダグは、少年時代に暴力的な父親によって犬の檻に閉じ込められ、犬たちと心を通わせるようになった。発砲により指と脊髄を負傷し、救出された時には下半身不随に。障害のため定職に就けず犬たちと廃屋で暮らしていたが、キャバレーで女装して歌うようになる。また犬たちが富裕層から窃盗をしていた。しかしギャングの恨みを買い、廃屋の中で犬軍団とともにギャングと闘う。

## 登場人物/キャスト
ダグラス・マンロー
演 - ケイレブ・ランドリー・ジョーンズ、吹替 - 佐藤せつじ
エヴリン・デッカー
演 - ジョージョー・T・ギッブス、吹替 - 杏寺円花
アッカーマン
演 - クリストファー・デナム、吹替 - 細川祥央
少年期のダグラス・マンロー
演 - リンカーン・パウエル、吹替 - 広瀬裕也
マイク
演 - クレーメンス・シック
ダグラスの母
演 - イリス・ブリー
貴婦人
演 - マリサ・ベレンソン

## 作品の評価
Rotten Tomatoesによれば、71件の評論のうち高評価は59%にあたる42件で、平均点は10点満点中5.5点、批評家の一致した見解は「ベッソン、ランドリー・ジョーンズ、そして雑種犬の群れが『ドッグマン』に唸るような魂を吹き込む一方で、この作品には創造的なリスクとご褒美のドッグフードが十分にある。」となっている。
Metacriticによれば、23件の評論のうち、高評価は5件、賛否混在は11件、低評価は7件で、平均点は100点満点中45点となっている。